# Тажен
Тажен (каз. Тәжен) — аул в Бейнеуском районе Мангистауской области Казахстана. Административный центр Таженского сельского округа. Находится на границе с Узбекистаном, примерно в 76 км к юго-востоку от села Бейнеу, административного центра района. Код КАТО — 473646100.
Аул был образован 17 января 2008 года согласно указу № 29 акима Мангистауской области Республики Казахстан.

## Население
По данным переписи 2009 года в ауле проживало 299 человек (154 мужчины и 145 женщин).

## Инфраструктура
В Тажене функционируют два крестьянских хозяйства, железнодорожная станция, погранично-таможенный пост, медпункт, сельский клуб, библиотека, а также филиал Акжигитской средней школы.